# La Ville-Dieu-du-Temple
La Ville-Dieu-du-Temple est une commune française située dans le centre du département de Tarn-et-Garonne, en région Occitanie.
Sur le plan historique et culturel, la commune est dans le Pays Montalbanais, correspondant à la partie méridionale du Quercy.
Exposée à un climat océanique altéré, elle est drainée par le ruisseau de Larone, le ruisseau de Maribenne, le ruisseau de Payrol, le ruisseau de la Ravajole, le ruisseau de Montagné, le ruisseau des Sapins et par divers autres petits cours d'eau. La commune possède un patrimoine naturel remarquable composé d'une zone naturelle d'intérêt écologique, faunistique et floristique.
La Ville-Dieu-du-Temple est une commune rurale qui compte 3 305 habitants en 2022, après avoir connu une forte hausse de la population depuis 1962. Elle est dans l'unité urbaine de La Ville-Dieu-du-Temple et fait partie de l'aire d'attraction de Montauban. Ses habitants sont appelés les Théopolitains ou  Théopolitaines.

## Géographie

### Localisation
Commune de l'aire d'attraction de Montauban située sur la route nationale 658 entre Castelsarrasin et Montauban.

### Communes limitrophes
La Ville-Dieu-du-Temple est limitrophe de huit autres communes.
Les communes limitrophes sont  Albefeuille-Lagarde, Barry-d'Islemade, Castelsarrasin, Escatalens, Labastide-du-Temple, Meauzac, Montbeton et Saint-Porquier.
| Labastide-du-Temple | Meauzac                 | Barry-d'Islemade    |
| Castelsarrasin      | La Ville-Dieu-du-Temple | Albefeuille-Lagarde |
| Saint-Porquier      | Escatalens              | Montbeton           |

### Géologie et relief
La superficie de la commune est de 2 616 hectares ; son altitude varie de 83  à   105 mètres.

### Hydrographie

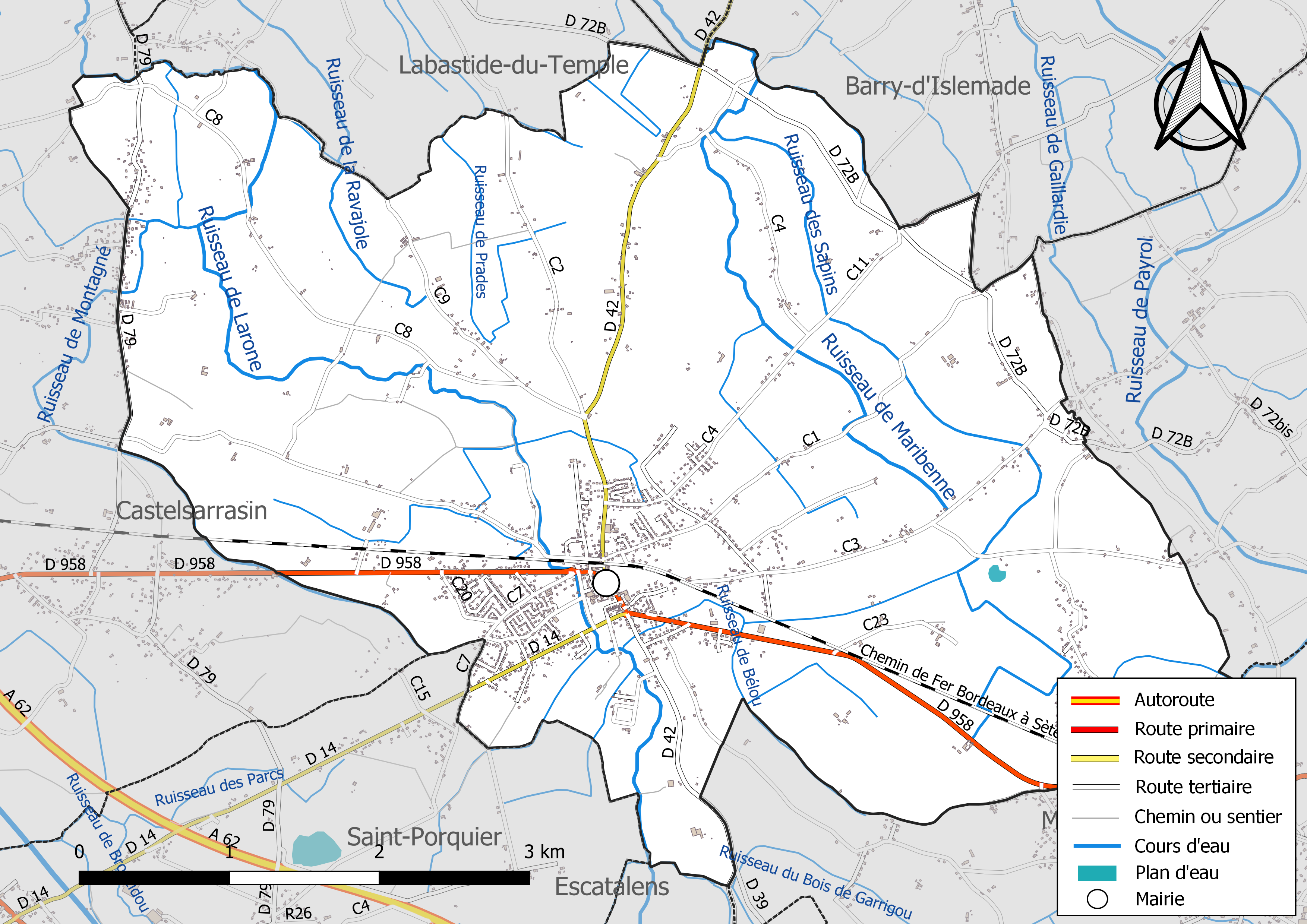
Réseaux hydrographique et routier de Ville-Dieu-du-Temple.

La commune est dans le bassin versant de la Garonne, au sein du bassin hydrographique Adour-Garonne. Elle est drainée par le ruisseau de Larone, le ruisseau de Maribenne, le ruisseau de Payrol, le ruisseau de la Ravajole, le ruisseau de Montagné, le ruisseau des Sapins, le ruisseau de Bélou, le ruisseau de la Forêt, le ruisseau de Prades, le ruisseau de Saintonge, le ruisseau du Bois de Garrigou et par divers petits cours d'eau, constituant un réseau hydrographique de 44 km de longueur totale,.
Le ruisseau de Larone, d'une longueur totale de 23,6 km, prend sa source dans la commune de Montech et s'écoule du sud-est vers le nord-ouest. Il traverse la commune et se jette dans le Tarn à Castelsarrasin, après avoir traversé 8 communes.
Le ruisseau de Maribenne, d'une longueur totale de 11,1 km, prend sa source dans la commune et s'écoule du sud-est vers le nord-ouest. Il traverse la commune et se jette dans le Tarn à Labastide-du-Temple, après avoir traversé 4 communes.
Le ruisseau de Payrol, d'une longueur totale de 11,7 km, prend sa source dans la commune de Montbeton et s'écoule du sud vers le nord. Il traverse la commune et se jette dans le Tarn à Barry-d'Islemade, après avoir traversé 4 communes.

### Climat
Pour des articles plus généraux, voir Climat de l'Occitanie et Climat de Tarn-et-Garonne.
En 2010, le climat de la commune est de type climat du Bassin du Sud-Ouest, selon une étude du Centre national de la recherche scientifique s'appuyant sur une série de données couvrant la période 1971-2000. En 2020, Météo-France publie une typologie des climats de la France métropolitaine dans laquelle la commune est exposée à un climat océanique altéré et est dans la région climatique Aquitaine, Gascogne, caractérisée par une pluviométrie abondante au printemps, modérée en automne, un faible ensoleillement au printemps, un été chaud (19,5 °C), des vents faibles, des brouillards fréquents en automne et en hiver et des orages fréquents en été (15 à 20 jours).
Pour la période 1971-2000, la température annuelle moyenne est de 13,4 °C, avec une amplitude thermique annuelle de 15,5 °C. Le cumul annuel moyen de précipitations est de 751 mm, avec 9,3 jours de précipitations en janvier et 5,9 jours en juillet. Pour la période 1991-2020, la température moyenne annuelle observée sur la station météorologique de Météo-France la plus proche, « Castelsarrasin », sur la commune de Castelsarrasin à 9 km à vol d'oiseau, est de 13,6 °C et le cumul annuel moyen de précipitations est de 698,6 mm. 
La température maximale relevée sur cette station est de 43,1 °C, atteinte le 24 août 2023 ; la température minimale est de −13,8 °C, atteinte le 9 février 2012,,.
Les paramètres climatiques de la commune ont été estimés pour le milieu du siècle (2041-2070) selon différents scénarios d'émission de gaz à effet de serre à partir des nouvelles projections climatiques de référence DRIAS-2020. Ils sont consultables sur un site dédié publié par Météo-France en novembre 2022.

### Milieux naturels et biodiversité

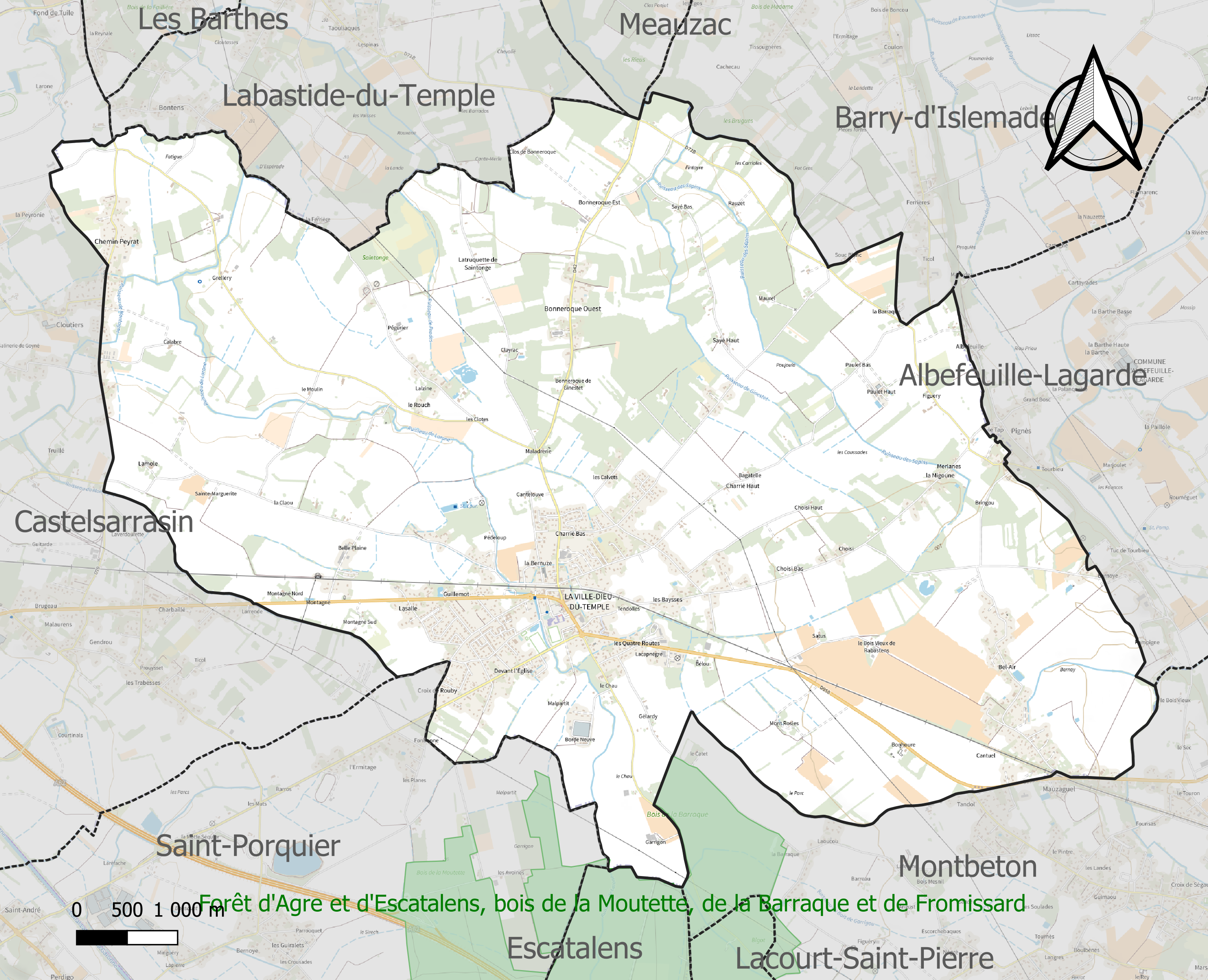
Carte de la ZNIEFF de type 1 localisée sur la commune.

L’inventaire des zones naturelles d'intérêt écologique, faunistique et floristique (ZNIEFF) a pour objectif de réaliser une couverture des zones les plus intéressantes sur le plan écologique, essentiellement dans la perspective d’améliorer la connaissance du patrimoine naturel national et de fournir aux différents décideurs un outil d’aide à la prise en compte de l’environnement dans l’aménagement du territoire.
Une ZNIEFF de type 1 est recensée sur la commune :
la « forêt d'Agre et d'Escatalens, bois de la Moutette, de la Barraque et de Fromissard » (671 ha), couvrant 6 communes du département.

## Urbanisme

### Typologie
Au 1er janvier 2024, La Ville-Dieu-du-Temple est catégorisée bourg rural, selon la nouvelle grille communale de densité à sept niveaux définie par l'Insee en 2022.
Elle appartient à l'unité urbaine de La Ville-Dieu-du-Temple, une unité urbaine monocommunale constituant une ville isolée,. Par ailleurs la commune fait partie de l'aire d'attraction de Montauban, dont elle est une commune de la couronne,. Cette aire, qui regroupe 50 communes, est catégorisée dans les aires de 50 000 à moins de 200 000 habitants,.

### Occupation des sols

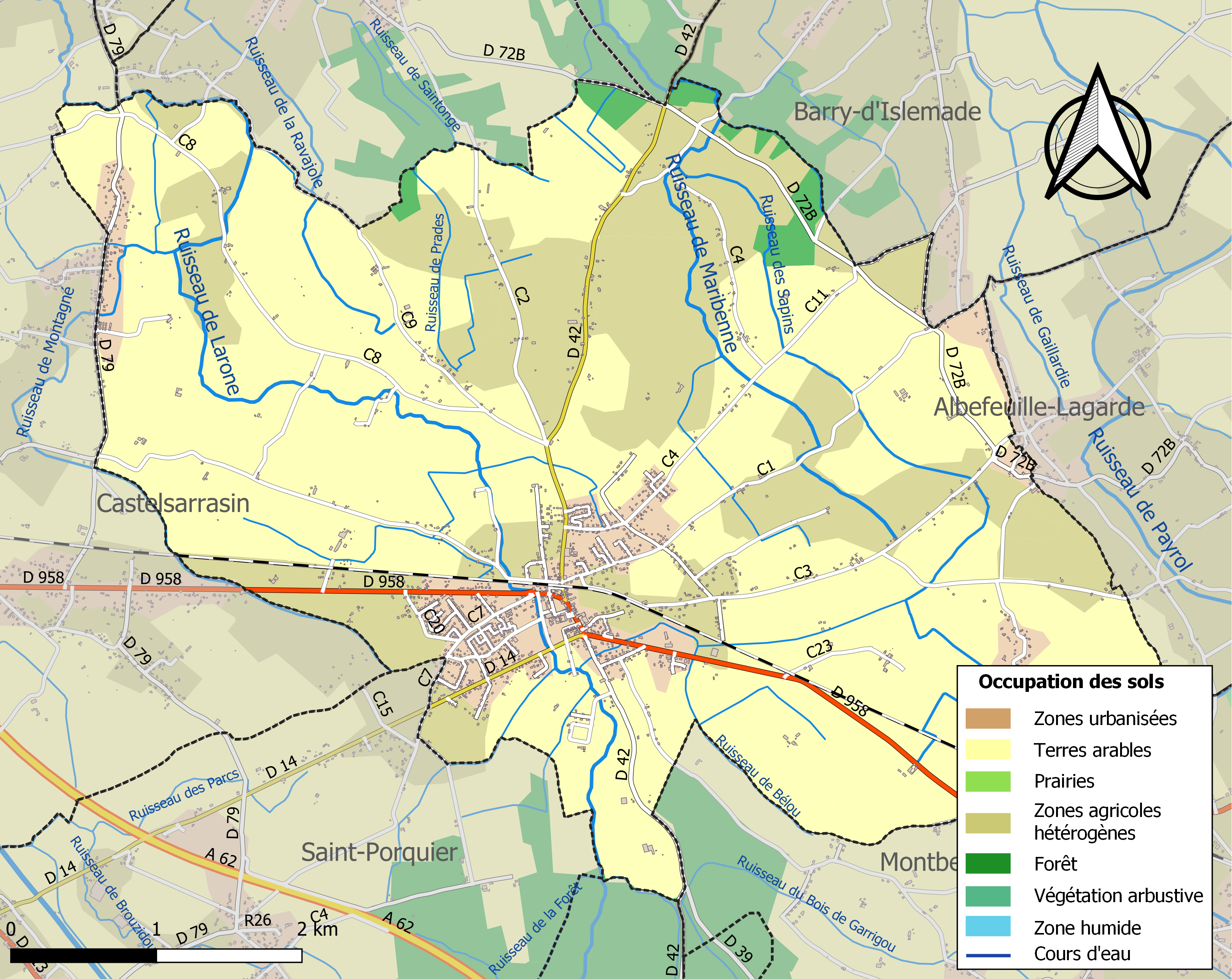
Carte des infrastructures et de l'occupation des sols de la commune en 2018 (CLC).

L'occupation des sols de la commune, telle qu'elle ressort de la base de données européenne d’occupation biophysique des sols Corine Land Cover (CLC), est marquée par l'importance des territoires agricoles (89,8 % en 2018), en diminution par rapport à 1990 (97 %). La répartition détaillée en 2018 est la suivante : 
terres arables (58,5 %), zones agricoles hétérogènes (27 %), zones urbanisées (8,7 %), cultures permanentes (4,3 %), forêts (1,5 %). L'évolution de l’occupation des sols de la commune et de ses infrastructures peut être observée sur les différentes représentations cartographiques du territoire : la carte de Cassini (XVIIIe siècle), la carte d'état-major (1820-1866) et les cartes ou photos aériennes de l'IGN pour la période actuelle (1950 à aujourd'hui).

### Voies de communication et transports
Accès par la gare de La Ville-Dieu sur la ligne Bordeaux - Sète, et par la D 958 ancienne route nationale 658.
La commune est desservie par la ligne 803 du réseau liO, reliant Montauban à Castelsarrasin.

### Risques majeurs
Le territoire de la commune de La Ville-Dieu-du-Temple est vulnérable à différents aléas naturels : météorologiques (tempête, orage, neige, grand froid, canicule ou sécheresse), inondations, mouvements de terrains et séisme (sismicité très faible). Il est également exposé à un risque technologique,  le transport de matières dangereuses. Un site publié par le BRGM permet d'évaluer simplement et rapidement les risques d'un bien localisé soit par son adresse soit par le numéro de sa parcelle.

#### Risques naturels
Certaines parties du territoire communal sont susceptibles d’être affectées par le risque d’inondation par débordement de cours d'eau, notamment le ruisseau de Payrol, le ruisseau de Maribenne et le ruisseau de Larone. La cartographie des zones inondables en ex-Midi-Pyrénées réalisée dans le cadre du XIe Contrat de plan État-région, visant à informer les citoyens et les décideurs sur le risque d’inondation, est accessible sur le site de la DREAL Occitanie. La commune a été reconnue en état de catastrophe naturelle au titre des dommages causés par les inondations et coulées de boue survenues en 1982, 1993, 1996, 1999, 2006 et 2015,.
La Ville-Dieu-du-Temple est exposée au risque de feu de forêt. Le département de Tarn-et-Garonne présentant toutefois globalement un niveau d’aléa moyen à faible très localisé, aucun Plan départemental de protection des forêts contre les risques d’incendie de forêt (PFCIF) n'a été élaboré. Le débroussaillement aux abords des maisons constitue l’une des meilleures protections pour les particuliers contre le feu,.

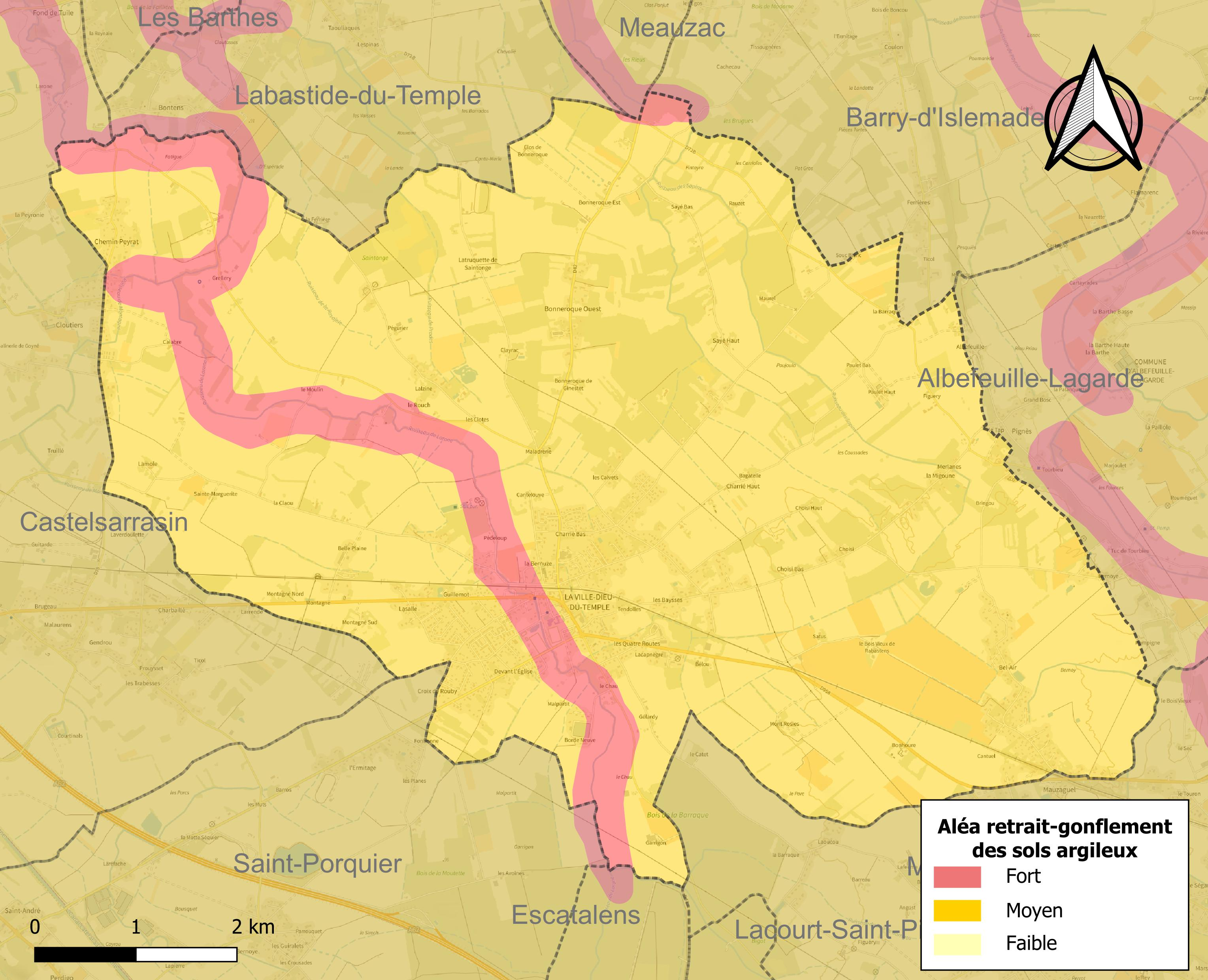
Carte des zones d'aléa retrait-gonflement des sols argileux de La Ville-Dieu-du-Temple.

Les mouvements de terrains susceptibles de se produire sur la commune sont des tassements différentiels.
Le retrait-gonflement des sols argileux est susceptible d'engendrer des dommages importants aux bâtiments en cas d’alternance de périodes de sécheresse et de pluie. La totalité de la commune est en aléa moyen ou fort (92 % au niveau départemental et 48,5 % au niveau national). Sur les 1 198 bâtiments dénombrés sur la commune en 2019, 1 198 sont en aléa moyen ou fort, soit 100 %, à comparer aux 96 % au niveau départemental et 54 % au niveau national. Une cartographie de l'exposition du territoire national au retrait gonflement des sols argileux est disponible sur le site du BRGM,.
Par ailleurs, afin de mieux appréhender le risque d’affaissement de terrain, l'inventaire national des cavités souterraines permet de localiser celles situées sur la commune.
Concernant les mouvements de terrains, la commune a été reconnue en état de catastrophe naturelle au titre des dommages causés par la sécheresse en 1989, 1992, 1995, 1998, 2002, 2003, 2009, 2011 et 2017 et par des mouvements de terrain en 1999.

#### Risques technologiques
Le risque de transport de matières dangereuses sur la commune est lié à sa traversée par des infrastructures routières ou ferroviaires importantes ou la présence d'une canalisation de transport d'hydrocarbures. Un accident se produisant sur de telles infrastructures est susceptible d’avoir des effets graves sur les biens, les personnes ou l'environnement, selon la nature du matériau transporté. Des dispositions d’urbanisme peuvent être préconisées en conséquence.

## Histoire
L'église, dédiée à Notre-Dame, remonte aux origines. Elle eut à souffrir des guerres de Religion dès 1566, bien qu'elle fût entourée de fossés. Restaurée dès 1576, elle était en 1627 « fort belle et bien tenue » ; mais en 1628 elle fut complètement détruite, ainsi que le village par les calvinistes. On la rebâtit au milieu du XVIIe siècle, si pauvrement que l'évêque se plaignait en 1755 de son état défectueux. La Révolution accentua cette pauvreté native que des réparations exécutées en 1846 ne purent faire disparaître. C'est pourquoi on envisagea une reconstruction totale à partir de 1865 à l'aide de plusieurs subventions gouvernementales. Cette nouvelle église est de style néo-gothique. La nef est aveugle sur le côté sud, à cause des bâtiments qui s'y adossent et qui occupent l'emplacement de l'ancienne commanderie.
Au milieu du XIXe siècle, les sœurs de l'Ange Gardien fondèrent une école de filles, qui était accompagnée d'un ouvroir et qui subsista quelque temps après la sécularisation.

### Les Templiers et les Hospitaliers
La Ville-Dieu fut fondée au milieu du XIIe siècle, par les chevaliers du Temple, au sein de la vaste forêt d'Agre. Les Templiers après avoir créé une commanderie s'employèrent à déboiser les environs pour offrir de nouvelles terres à la culture. Et afin de profiter de l'essor général, qui attirait les colons sur les espaces nouvellement défrichés, ils voulurent fixer le peuplement sur leurs terres. C'est donc sans vergogne qu'ils empiétèrent sur le territoire de la paroisse d'Albefeuille, propriété de l'abbaye Saint-Théodard de Montauriol, afin d'établir une cité du nom flatteur de « Villadei », La Ville Dieu. Ils tracèrent un périmètre rectangulaire autour de leur commanderie, et voulurent la peupler. Mais ils avaient compté sans la concurrence de deux villes voisines en plein essor : Castelsarrasin, créée vers 1156, et Montauban, fondée en 1144. Ces deux cités étaient bien mieux placées que le projet des templiers perdus dans la forêt. Il n'y eut alors qu'un maigre peuplement, et l'enceinte initialement prévue resta plus qu'à moitié vide.
La Ville-Dieu passa au XIVe siècle aux Hospitaliers de l'ordre de Saint-Jean de Jérusalem qui y posséda jusqu'à la Révolution une commanderie importante, unie parfois à celle de Castelsarrasin. Le commandeur était seigneur du lieu et jouissait du droit de patronage.

## Héraldique
| Blason de La Ville-Dieu-du-Temple | Blason  | Parti émanché de vair et d'or.                   |
| Blason de La Ville-Dieu-du-Temple | Détails | Le statut officiel du blason reste à déterminer. |
| Blason de La Ville-Dieu-du-Temple | Alias   | Parti émanché de sinople et d'or. Blason de 1696 |

## Politique et administration

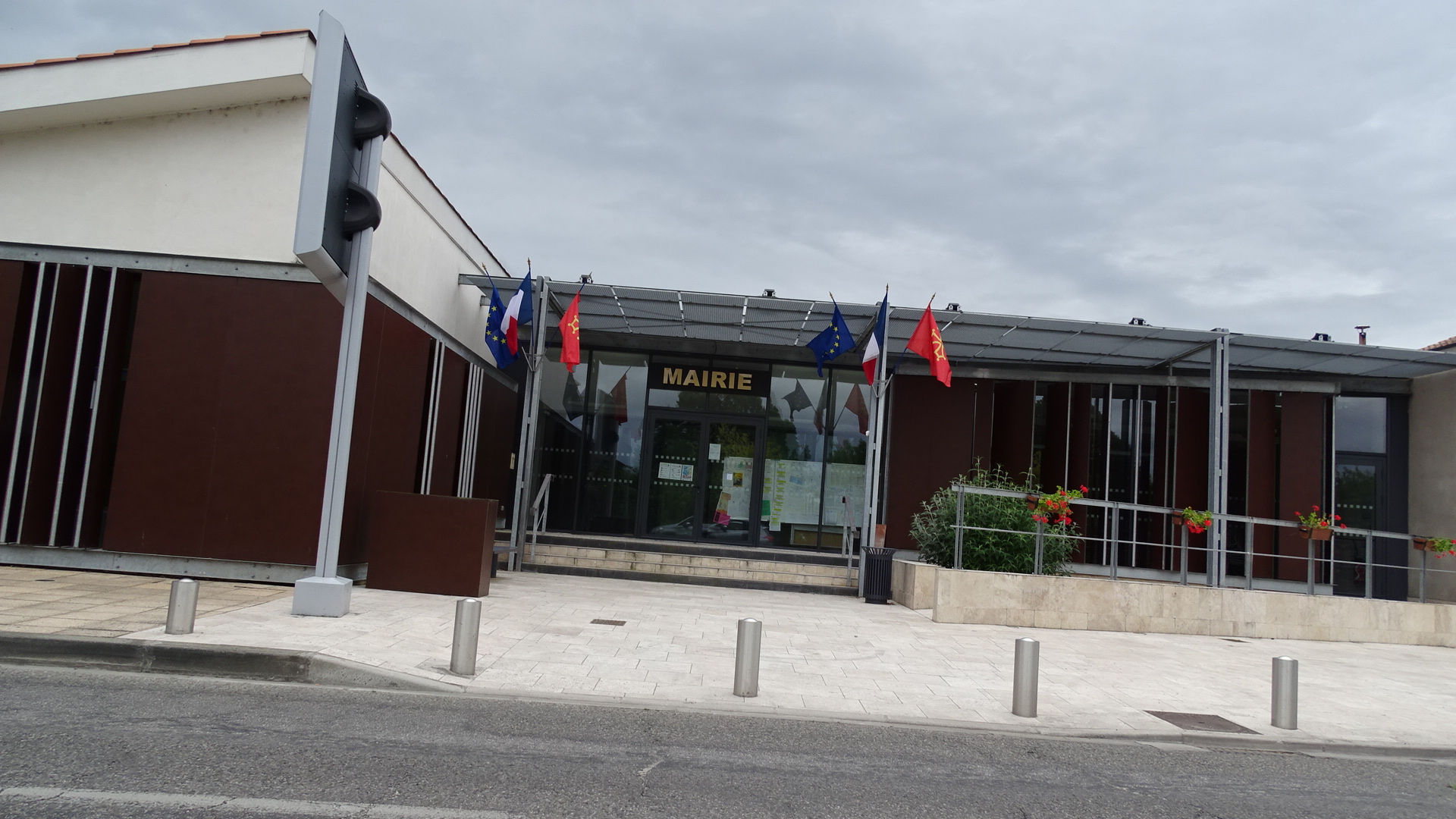
Mairie.

### Administration municipale
Le nombre d'habitants au recensement de 2017 étant compris entre 2 500 habitants et 3 499 habitants, le nombre de membres du conseil municipal pour l'élection de 2020 est de vingt trois,.

### Rattachements administratifs et électoraux
La commune fait partie de la deuxième circonscription de Tarn-et-Garonne de la communauté de communes Terres des Confluences et du canton de Castelsarrasin (avant le redécoupage départemental de 2014, La Ville-Dieu-du-Temple faisait partie de l'ex-canton de Montech) et avant le 1er janvier 2017 elle faisait partie de la communauté de communes des Terrasses et Plaines des deux cantons.

### Liste des maires
| Période                                  | Période       | Identité                | Étiquette    | Qualité |
| ---------------------------------------- | ------------- | ----------------------- | ------------ | --- |
| 1793                                     | 1795          | Jean Bordes             |              | |
| 1795                                     | 1799          | Antoine Dupeyta         |              | |
| 1799                                     | 1805          | Jean Baptiste Bordes    |              | |
| 1805                                     | 1818          | Xaintrailles            |              | |
| 1818                                     | 1829          | Pierre Lamothe-Mouchet  |              | |
| 1829                                     | 1835          | Joseph de Fontarget     |              | |
| 1835                                     | 1841          | Antoine Esteve          |              | |
| 1841                                     | 1860          | Pierre Lamothe-Mouchet  |              | |
| 1860                                     | 1866          | Lavalette de Prades     |              | |
| 1866                                     | 1872          | Ernest de Prades        |              | |
| 1872                                     | 1888          | Edmond Dubois           |              | |
| 1888                                     | 1896          | Henri de Prades         |              | |
| 1896                                     | 1899          | Antonin Barthes         |              | |
| 1899                                     | 1928          | Bertrand Gondalma       |              | |
| 1928                                     | 1935          | Marcel Antoine Gondalma |              | |
| 1935                                     | 1936          | Pierre Guillaume        |              | |
| juillet 1936                             | novembre 1936 | Pierre Delfau           |              | |
| 1936                                     | 1959          | Raoul Saint-Faust       |              | |
| mars 1959                                | 1978          | Jean Gondalma           | Rad. puis RI | Conseiller général du canton de Montech (1964 → 1976)                                                                                       |
| 1978                                     | mars 2008     | Jean-Marc Rup           | MRG-PRG      | |
| mars 2008                                | En cours      | Dominique Briois        | DVD          | Cadre du secteur public 3e vice-président de la CC Terres des Confluences (2017 - 2020) Président de la CC Terres des Confluences (2020 - ) |
| Les données manquantes sont à compléter. |               |                         |              | |

## Population et société

### Démographie
L'évolution du nombre d'habitants est connue à travers les recensements de la population effectués dans la commune depuis 1793. Pour les communes de moins de 10 000 habitants, une enquête de recensement portant sur toute la population est réalisée tous les cinq ans, les populations de référence des années intermédiaires étant quant à elles estimées par interpolation ou extrapolation. Pour la commune, le premier recensement exhaustif entrant dans le cadre du nouveau dispositif a été réalisé en 2007.

En 2022, la commune comptait 3 305 habitants, en évolution de +3,64 % par rapport à 2016 (Tarn-et-Garonne : +3,12 %, France hors Mayotte : +2,11 %).
| 1793 | 1800 | 1806 | 1821 | 1831 | 1836 | 1841 | 1846 | 1851 |
| ---- | ---- | ---- | ---- | ---- | ---- | ---- | ---- | ---- |
| 700  | 687  | 686  | 753  | 776  | 809  | 813  | 872  | 876  |

| 1856 | 1861 | 1866 | 1872 | 1876 | 1881 | 1886 | 1891 | 1896 |
| ---- | ---- | ---- | ---- | ---- | ---- | ---- | ---- | ---- |
| 892  | 882  | 883  | 893  | 935  | 906  | 996  | 890  | 895  |

| 1901 | 1906 | 1911 | 1921 | 1926 | 1931 | 1936 | 1946 | 1954  |
| ---- | ---- | ---- | ---- | ---- | ---- | ---- | ---- | ----- |
| 887  | 859  | 832  | 824  | 856  | 817  | 942  | 962  | 1 047 |

| 1962  | 1968  | 1975  | 1982  | 1990  | 1999  | 2006  | 2007  | 2012  |
| ----- | ----- | ----- | ----- | ----- | ----- | ----- | ----- | ----- |
| 1 059 | 1 158 | 1 236 | 1 362 | 1 656 | 1 744 | 2 329 | 2 415 | 3 052 |

| 2017  | 2022  | - | - | - | - | - | - | - |
| ----- | ----- | - | - | - | - | - | - | - |
| 3 191 | 3 305 | - | - | - | - | - | - | - |

| selon la population municipale des années : | 1968 | 1975 | 1982 | 1990 | 1999 | 2006 | 2009 | 2013 |
| Rang de la commune dans le département      | 30   | 29   | 25   | 20   | 20   | 17   | 17   | 16   |
| Nombre de communes du département           | 195  | 195  | 195  | 195  | 195  | 195  | 195  | 195  |

### Enseignement
La Ville-Dieu-du-Temple fait partie de l'académie de Toulouse.
L'éducation est assurée sur la commune par l'école Jules-Ferry.

### Culture et festivités
Chorale, centre de Loisirs, office du Tourisme.

### Sports
Tennis, pêche, pétanque, arts martiaux, football.

## Économie

### Revenus
En 2018, la commune compte 1 223 ménages fiscaux, regroupant 3 121 personnes. La médiane du revenu disponible par unité de consommation est de 19 360 € (20 140 € dans le département). 40 % des ménages fiscaux sont imposés (42,6 % dans le département).

### Emploi
|                | 2008  | 2013   | 2018   |
| -------------- | ----- | ------ | ------ |
| Commune        | 8,4 % | 11,6 % | 11,9 % |
| Département    | 8,4 % | 10,2 % | 10,3 % |
| France entière | 8,3 % | 10 %   | 10 %   |

En 2018, la population âgée de 15 à 64 ans s'élève à 1 944 personnes, parmi lesquelles on compte 75,1 % d'actifs (63,2 % ayant un emploi et 11,9 % de chômeurs) et 24,9 % d'inactifs,. Depuis 2008, le taux de chômage communal (au sens du recensement) des 15-64 ans est supérieur à celui de la France et du département.
La commune fait partie de la couronne de l'aire d'attraction de Montauban, du fait qu'au moins 15 % des actifs travaillent dans le pôle,. Elle compte 381 emplois en 2018, contre 412 en 2013 et 387 en 2008. Le nombre d'actifs ayant un emploi résidant dans la commune est de 1 244, soit un indicateur de concentration d'emploi de 30,6 % et un taux d'activité parmi les 15 ans ou plus de 59,6 %.
Sur ces 1 244 actifs de 15 ans ou plus ayant un emploi, 243 travaillent dans la commune, soit 20 % des habitants. Pour se rendre au travail, 88,3 % des habitants utilisent un véhicule personnel ou de fonction à quatre roues, 4,3 % les transports en commun, 2 % s'y rendent en deux-roues, à vélo ou à pied et 5,4 % n'ont pas besoin de transport (travail au domicile).

### Activités hors agriculture

#### Secteurs d'activités
183 établissements sont implantés  à la Ville-Dieu-du-Temple au 31 décembre 2019. Le tableau ci-dessous en détaille le nombre par secteur d'activité et compare les ratios avec ceux du département,.
| Secteur d'activité                                                                                        | Commune | Commune | Département |
| Secteur d'activité                                                                                        | Nombre  | %       | %           |
| --- | ------- | ------- | ----------- |
| Ensemble                                                                                                  | 183     | 100 %   | (100 %)     |
| Industrie manufacturière, industries extractives et autres                                                | 11      | 6 %     | (9,6 %)     |
| Construction                                                                                              | 37      | 20,2 %  | (14,9 %)    |
| Commerce de gros et de détail, transports, hébergement et restauration                                    | 55      | 30,1 %  | (29,7 %)    |
| Information et communication                                                                              | 5       | 2,7 %   | (1,9 %)     |
| Activités financières et d'assurance                                                                      | 2       | 1,1 %   | (3,4 %)     |
| Activités immobilières                                                                                    | 6       | 3,3 %   | (3,3 %)     |
| Activités spécialisées, scientifiques et techniques et activités de services administratifs et de soutien | 17      | 9,3 %   | (14,1 %)    |
| Administration publique, enseignement, santé humaine et action sociale                                    | 25      | 13,7 %  | (13,6 %)    |
| Autres activités de services                                                                              | 25      | 13,7 %  | (9,3 %)     |

Le secteur du commerce de gros et de détail, des transports, de l'hébergement et de la restauration est prépondérant sur la commune puisqu'il représente 30,1 % du nombre total d'établissements de la commune (55 sur les 183 entreprises implantées  à la La Ville-Dieu-du-Temple), contre 29,7 % au niveau départemental.

#### Entreprises et commerces
Les quatre entreprises ayant leur siège social sur le territoire communal qui génèrent le plus de chiffre d'affaires en 2020 sont : 
- Lagune, supermarchés (6 824 k€)
- Fourment Et Fils - Fourment Et Fils S.., commerce de gros (commerce interentreprises) de déchets et débris (4 462 k€)
- AL Terrassement, travaux de terrassement courants et travaux préparatoires (127 k€)
- Lavilledieu Controle Auto, contrôle technique automobile (84 k€)

### Agriculture
La commune est dans les « Vallées et Terrasses », une petite région agricole occupant le centre et une bande d'est en ouest  du département de Tarn-et-Garonne. En 2020, l'orientation technico-économique de l'agriculture  sur la commune est l'exploitation de grandes cultures (hors céréales et oléoprotéagineuses). 
|               | 1988  | 2000  | 2010  | 2020  |
| ------------- | ----- | ----- | ----- | ----- |
| Exploitations | 81    | 59    | 37    | 31    |
| SAU (ha)      | 1 454 | 1 260 | 1 254 | 1 825 |

Le nombre d'exploitations agricoles en activité et ayant leur siège dans la commune est passé de 81 lors du recensement agricole de 1988  à 59 en 2000 puis à 37 en 2010 et enfin à 31 en 2020, soit une baisse de 62 % en 32 ans. Le même mouvement est observé à l'échelle du département qui a perdu pendant cette période 57 % de ses exploitations,. La surface agricole utilisée sur la commune a quant à elle augmenté, passant de 1 454 ha en 1988 à 1 825 ha en 2020. Parallèlement la surface agricole utilisée moyenne par exploitation a augmenté, passant de 18 à 59 ha.

## Culture locale et patrimoine

### Lieux et monuments

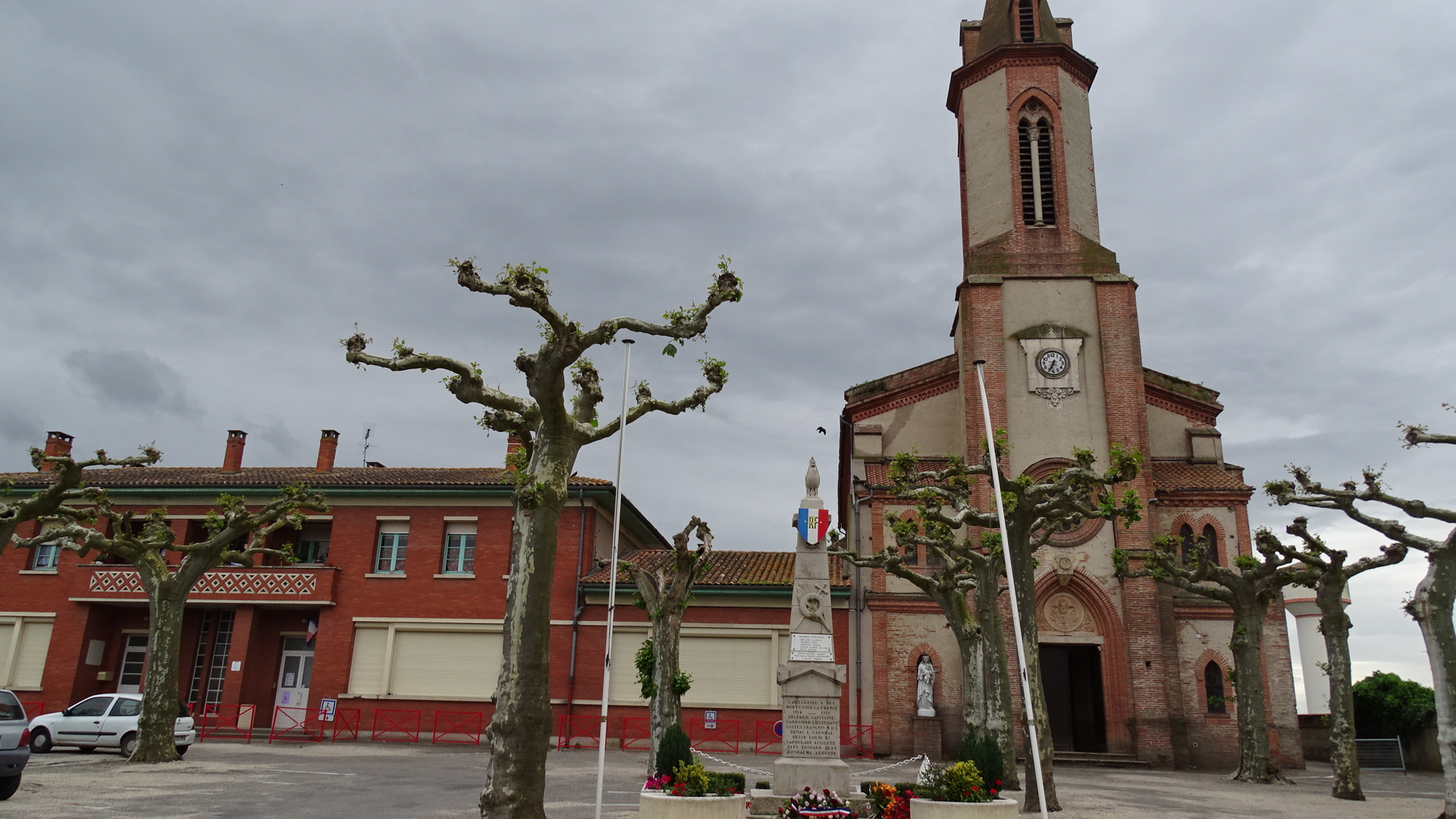
Église et monument aux morts.

- Église Notre-Dame-de-l'Assomption de La Ville-Dieu-du-Temple. Ou Église des Templiers.
- Monument aux morts.

### Personnalités liées à la commune
- Jean-Michel Cabanier : ancien joueur de rugby à XV.
- Antonin Perbosc fut instituteur dans la commune.